# Adolphe Mathieu

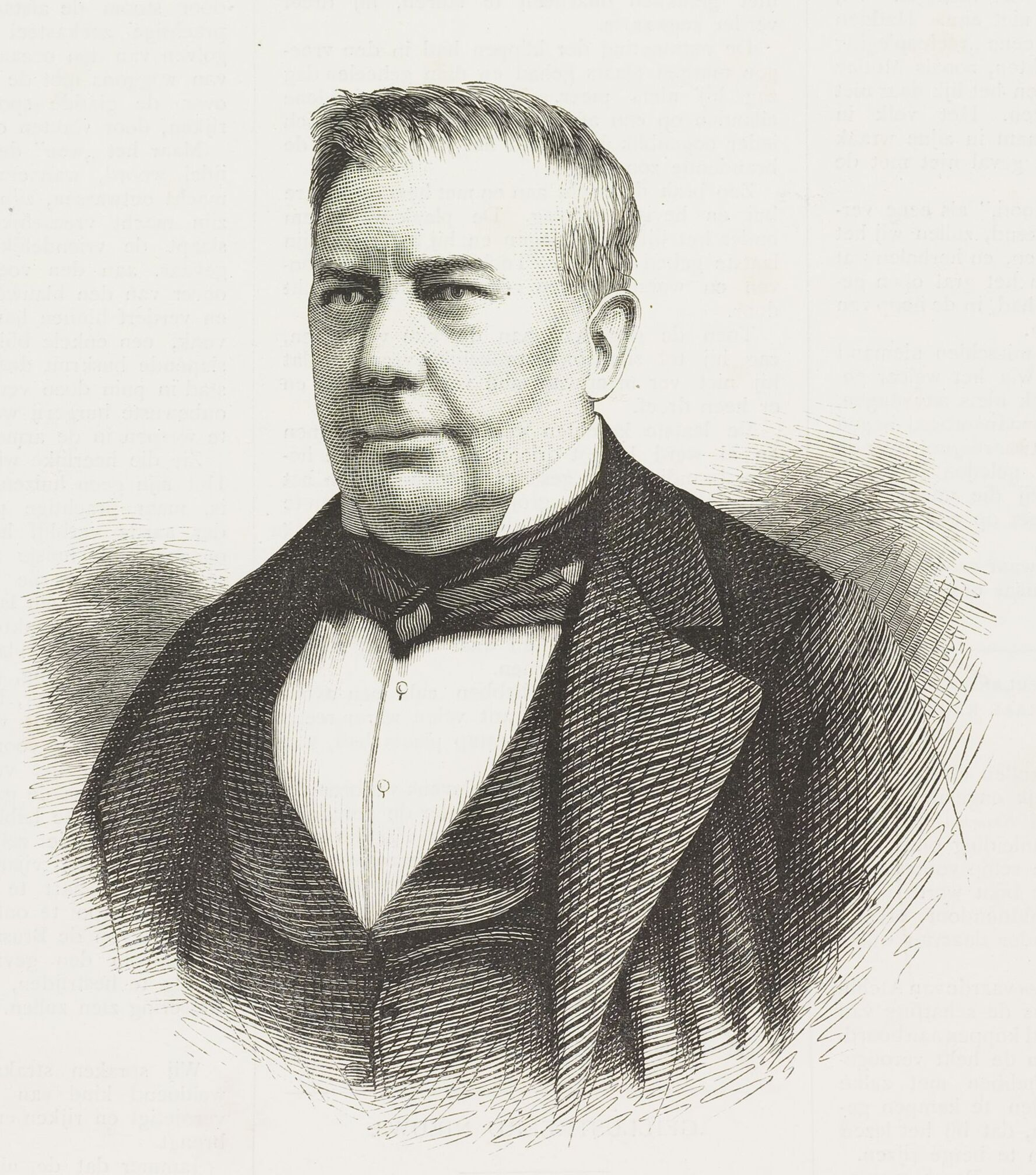
Adolphe Mathieu

Adolphe Charles Ghislain Mathieu, född 1804 i Mons, död den 13 juni 1876 i Ixelles, var en belgisk författare.
Mathieu bedrev juridiska studier och lyckades under revolutionen 1830 utföra uppdraget att förmå den holländska garnisonen i Charleroi att nedlägga vapnen. Senare beklädde han olika bibliotekstjänster och blev medlem av flera lärda samfund. Vid sidan av kritiska och arkeologiska arbeten skrev Mathieu en mängd dikter, bland annat politiska satirer med fin tillspetsning. Hans Oeuvres poétiques utgavs 1856, i 6 band.